# 特奧多爾·沃爾夫
特奧多爾·沃爾夫（Theodor Wolff，1868年8月2日—1943年9月23日），德國猶太作家、評論家以及報刊編輯。1906年至1933年期間擔任《柏林時代報》主編。他的寫作才華得到了世人的贊譽，1933年納粹政府執政之後，作爲納粹宣傳部長的約瑟夫·戈培爾甚至建議他手下的工作人員學習研究他發表過的文章，戈培爾認爲，雖然特奧多爾·沃爾夫是猶太人，但是他的文筆在德國也只有少數人能與之媲美。

## 早年生活
特奧多爾·沃爾夫出生於柏林，父親亞當·沃爾夫（Adam Wolff）是西里西亞的一個布料批發商，母親蕾恰（Recha）出生在但澤的一個醫生家庭，婚後，他們生了四個孩子，特奧多爾·沃爾夫排行第二。特奧多爾·沃爾夫在這樣一個富裕優越的家庭環境中長大。他在後來柏林著名的“威廉一世國文學院”學習中獲得了優異成績。
1902年，他與一個來自普魯士出身於新教家庭，已經喪偶的女演員瑪麗·路易斯·夏洛特·安娜·希克耶娜（Marie Louise Charlotte Anna Hickethier），人稱：安妮（Änne）在巴黎結婚。婚後兩人生有兩男一女，子女們都接受了新教洗禮。

## 職業生涯
1887年，年長25歲的特奧多爾·沃爾夫的表兄魯道夫·莫賽（Rudolf Mosse）將他招入自己成功創辦的出版集團。在這裏，特奧多爾·沃爾夫得到了全面地商業和新聞方面的培訓。在此期間，他還抽出時間寫了一些早期的小説和戲劇作品，他的寫作靈感來自於他尤爲崇拜的文學家特奥多爾·馮塔内，其中有幾部戲劇在柏林上演，儘管沃爾夫在後來的回憶錄稱，他所寫的戲劇并不特別出衆，1889年，他成爲柏林劇團（柏林自由舞臺）的十個創辦人其中之一。
沃爾夫最初為《柏林時代報》撰寫的稿件主要集中在文化和文學方面，但是他很快將重點轉向了政治新聞報道方面。《柏林時代報》早期成功地報道了關於腓特烈三世健康惡化的報道（1888年6月駕崩）。之後，沃爾夫開始了他的巡迴寫作生涯，他先後在丹麥、瑞典、挪威和意大利各國撰寫報道並將其發往柏林報社。1894年，他被派往巴黎，在那裏他生活了12年。作爲《柏林時代報》的駐巴黎記者，沃爾夫在报刊上發表了大量介紹法國公共生活的文章。1896年，他因報道“德雷福斯事件”而聞名。
1906年，特奧多爾·沃爾夫獲得了《柏林時代報》的最高職位，擔任了該報的主編。從1906年至1933年《柏林時代報》發展成爲德國最有影響力的報刊之一，在他領導下，報刊發行量從10萬份上升至30萬份。他文筆犀利的文章發表在每周一的專欄中，在文章中他常常呼籲市民們積極參與政治活動，體現出了他的辦報風格。在涉及到對外政策方面，他反對反對大國政治、帝國主義和軍事强權的輿論聲音，他認爲這些都會使德國陷入國際孤立的危險境地。在國内方面，他主張保護公民權利和維護民主自由制度。他主張
德意志帝國憲法實行議會化，强烈反對1894年生效的“普魯士三級選舉制度”，因爲在20世紀初人們普遍地認爲，這個法案在民主制度下存在著嚴重缺陷。
在此期間，沃爾夫提拔了包括維克多·奧伯丁在内的許多作家，沃爾夫非常欣賞奧伯丁的個人風格，《柏林時代報》所體現的自由派形象是與奧伯丁的努力分不開的。但是《柏林時代報》卻令當時的德國總理伯恩哈德·馮·比洛反感，他拒絕接受該報的采訪以及在發表任何聲明。他的繼任者特奥巴爾德·馮·貝特曼-霍爾韋格也指示政府所有部門對該報的報道和觀點避而遠之。
在一戰期間的1916年7月，《柏林時代報》曾一度遭到臨時查禁。但是沃爾夫拒絕因爲自己的辦報風格而做出妥協。《柏林時代報》繼續闡述有悖於德國官方立場的觀點，沃爾夫認爲，實現持久的和平在於德國與法國達成和解。

### 一戰之後
一戰結束後的1918年11月，特奧多爾·沃爾夫成爲了德國民主黨（Deutsche Demokratische Partei，DDP）的創始人之一，該黨的宗旨致力於個人自由和公民的社會責任。他本人在黨綱起草中起了重要作用，但是他并沒有在黨内擔任任何職務，而是繼續做報社的總編，在此期間，他在報刊上呼籲德國政府拒絕《凡爾賽條約》。1920年當時的魏瑪共和國總理赫爾曼·穆勒曾邀請特奧多爾·沃爾夫出任駐巴黎大使，但是他拒絕了這個邀請，而是選擇了繼續從事新聞事業。
1926年12月4日，特奧多爾·沃爾夫宣佈退出德國民主黨。這是因爲該黨在國會中的許多議員接受了針對所謂的骯髒垃圾文學的嚴厲的審查法。當時的《柏林時代報》著名編輯者之一的庫爾特·圖霍爾斯基也譴責了德國民主黨的國會議員這項法案的支持。雖然沃爾夫退出了政壇，但他仍然具有重大的影響力，他經常受到多位政府内閣大臣的晚宴邀請。此外，他還不斷邀請許多重要作家為《柏林時代報》撰稿。1926年，他説服了激進的自由派記者魯道夫·奧爾登加入到自己的團隊。

#### 來自右翼勢力的攻擊
德國在一戰的失敗以及之後的經濟危機打擊了魏瑪共和國民主制度的聲譽，隨著右翼勢力的擡頭，沃爾夫所主辦的《柏林時代報》被視爲“猶太人報刊”愈來愈成爲右翼勢力攻擊的對象。特奧多爾·沃爾夫的名字開始出現在各種激進右翼和民粹主義團體的刺殺名單上，當猶太裔外交部長也是德國民主黨成員的瓦爾特·拉特瑙遭到右翼人士刺殺之後，阿爾弗雷德·胡根貝格主辦下的右翼媒體“胡根貝格報業集團”的編輯負責人弗里德裏希·胡森將沃爾夫視爲眼中釘並煽動民衆對他進行攻擊，沃爾夫開始擔憂自己的生命安全，這種憂慮一直伴隨他的後半生。

## 1933年之後
1933年2月27日“國會縱火案”發生之後，同事們警告他已經被列入衝鋒隊的死亡名單。1933年3月德國國會選舉的結果徹底改變了德國的政治格局，以納粹爲代表右翼極端勢力成爲了主流。作爲《柏林時代報》的新負責人漢斯·拉赫曼·莫賽從岳父手中接管了報社的經營權之後，要求報刊一改以前崇尚自由的辦報風格轉向迎合右翼勢力，另一方面，《柏林時代報》也在經營上陷入了財政困難。3月5日，沃爾夫在《柏林時代報》發表了最後的一篇文章之後，被解除了總編職務。5月，沃爾夫的文章著作被列爲禁書並遭到納粹衝鋒隊的焚燒。在此情況下，特奧多爾·沃爾夫只得辭去報社工作並逃離德國，最初他希望進入瑞士避難，但是瑞士當局拒絕給他發放簽證。幾經輾轉之後，1933年年底，他和妻子流亡到了法國尼斯，那年他已65歲。
1937年10月26日，他的德國國籍被納粹政府剝奪。1939年1月31日，作爲他曾經擔任過主編的《柏林時代報》也終於被迫停刊。
沃爾夫在流亡期間，偶爾為非德國媒體撰寫文章。他的最後一部小説《泳裝女郎》（Die Schwimmerin）作爲禮物獻給他在柏林報社時的秘書伊爾莎·斯托貝，她也是一位反抗納粹的鬥士。他曾希望這部小説能由好萊塢的葛麗泰·嘉寶作爲主演拍成電影，但是未能如願。
沃爾夫雖然反對納粹政府對猶太人的迫害，而且他本人也是受害者。但是，他卻與猶太復國主義保持距離，他始終相信猶太人和德國人是可以和平相處的（"deutsch-jüdische Symbiose"）
。

## 被捕及去世
1940年6月法國淪陷之後，特奧多爾·沃爾夫申請移居美國，但由於簽證的問題未能成行。1942年底，包括尼斯在内的法國東南部沿岸地區被意大利吞并。1943年5月23日，特奧多爾·沃爾夫被意大利當局拘捕後移交給了蓋世太保，並被關押在馬賽的監獄，之後他被移送到了巴黎附近的德蘭西集中營。這所集中營是將猶太人運往死亡集中營的中轉站，特奧多爾·沃爾夫最後從這裏被送往到達豪集中營。此時的沃爾夫已是75歲的高齡，並患有蜂窩炎，在達豪集中營，他的身體健康急劇惡化，經過他的同伴們的再三請求，他被送往柏林的猶太人醫院，入院三天後於9月23日去世。
由於納粹的迫害，他的家庭成員也顛沛流離，大兒子理查德（Richard Wolff）在戰前於1937年逃亡到美國，他的妻子安妮（Änne）和二兒子魯道夫（Rudolf Wolff）、小女兒莉莉（Lily Wolff）躲避在法國山村直至戰爭結束。二戰結束後，安妮（Änne）於1946年來到紐約和長子理查德生活在一起。
特奧多爾·沃爾夫後來安葬於柏林的白湖猶太人公墓的"榮譽人"墓地。

## 外部鏈接
- Gedenkstätte Deutsther Widerstand（德國抵抗運動紀念） （页面存档备份，存于）